# Eucalyptus deanei
Eucalyptus deanei är en myrtenväxtart som beskrevs av Joseph Henry Maiden. Eucalyptus deanei ingår i släktet Eucalyptus och familjen myrtenväxter. Inga underarter finns listade i Catalogue of Life.

## Bildgalleri

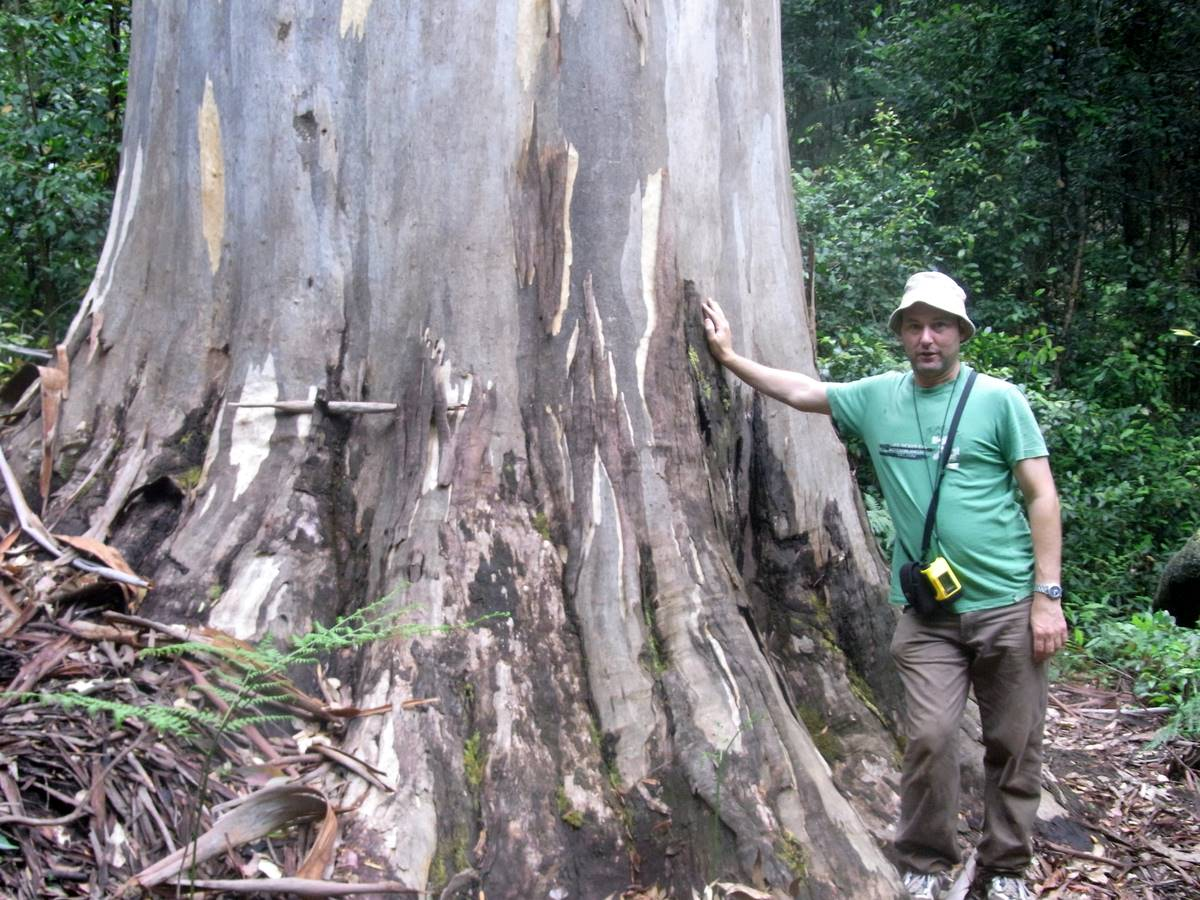